# Franko Škugor
Franko Škugor, né le 20 septembre 1987 à Šibenik, est un joueur de tennis croate professionnel depuis 2005.

## Carrière
Évoluant principalement sur le circuit Challenger, Franko Škugor atteint les demi-finales à Yokohama en 2007, puis à Recanati en 2008. En 2010, il se qualifie pour le tournoi ATP de Belgrade où il est battu au premier tour par Fabio Fognini. Il réalise la meilleure performance de sa carrière dans un tournoi ATP à Båstad en éliminant Denis Istomin, 60e mondial avant de s'incliner en quart de finale contre le futur vainqueur du tournoi, Nicolás Almagro. Il reçoit dans la foulée une invitation pour le tournoi d'Umag qu'il honore en écartant Filippo Volandri. Il remporte ensuite son premier tournoi Challenger à Pékin.
En 2011, il est demi-finaliste à Casablanca et San José et s'extirpe à deux reprises des qualifications à Houston et Belgrade. Cependant, alors qu'il a atteint le meilleur classement de sa carrière, il se blesse lors des qualifications du tournoi de Roland-Garros puis abandonne à Wimbledon. De retour sur les cours sept mois plus tard, il n'arrive pas à retrouver son meilleur niveau et se tourne pendant quelque temps vers les épreuves de double. En 2013, il remporte trois tournois Challenger à Bucaramanga, Arad et Cordenons, puis deux autres en 2014 à Arad et Marbourg, avant d'atteindre la finale du tournoi ATP d'Umag avec Dušan Lajović.
En 2015, à la suite du forfait de Marin Čilić, il joue un match de double aux côtés de Marin Draganja pour le premier tour de la Coupe Davis. Ils s'inclinent face à la paire Djokovic/Zimonjić (6-3, 6-4, 6-1). Début mai, alors classé 547e, il remporte le tournoi Challenger d'Anning. En fin d'année, il est demi-finaliste à Trnava et Ningbo, toujours sur le circuit secondaire. En 2016, il s'illustre à Dubaï où il bat Teimuraz Gabashvili. Il se qualifie aussi pour le tournoi de Wimbledon où il manque 4 balles de matchs contre Benoît Paire au premier tour (3-6, 7-62, 2-6, 6-3, 10-8).
En 2017, il écarte Tommy Robredo au premier tour du tournoi de Genève puis se distingue sur gazon en atteignant les demi-finales à Wimbledon avec Nikola Mektić, s'inclinant seulement 4-6, 7-5, 7-64, 3-6, 17-15 contre Oliver Marach et Mate Pavić dès sa première participation à un tournoi du Grand Chelem en double. Quelques semaines plus tard, il atteint la finale du tournoi ATP de Gstaad associé à Jonathan Eysseric.
En 2018, il remporte enfin son premier titre ATP en double lors du tournoi de Budapest, associé au Britannique Dominic Inglot. Il signe une victoire notable sur Pierre-Hugues Herbert au premier tour du tournoi de Winston-Salem. Il fait partie de l'équipe croate vainqueur de la Coupe Davis en étant sélectionné pour la finale, bien qu'il n'ait disputé aucun match durant la campagne.
Au total, il a remporté 2 titres en simple sur le circuit Challenger et 10 en double.

## Palmarès

### Titres en double
| No | Date       | Nom et lieu du tournoi                | Catégorie    | Dotation    | Surface      | Partenaire      | Finalistes                         | Score              |          |
| -- | ---------- | ------------------------------------- | ------------ | ----------- | ------------ | --------------- | ---------------------------------- | ------------------ | -------- |
| 1  | 23-04-2018 | Gazprom Hungarian Open Budapest       | ATP 250      | 501 345 €   | Terre (ext.) | Dominic Inglot  | Matwé Middelkoop Andrés Molteni    | 68-7, 6-1, [10-8]  | Parcours |
| 2  | 11-06-2018 | Libéma Open Bois-le-Duc               | ATP 250      | 612 755 €   | Gazon (ext.) | Dominic Inglot  | Raven Klaasen Michael Venus        | 7-63, 7-5          | Parcours |
| 3  | 22-10-2018 | Swiss Indoors Basel Bâle              | ATP 500      | 1 984 420 € | Dur (int.)   | Dominic Inglot  | Alexander Zverev Mischa Zverev     | 6-2, 7-5           | Parcours |
| 4  | 08-04-2019 | Grand-Prix Hassan II Marrakech        | ATP 250      | 524 340 €   | Terre (ext.) | Jürgen Melzer   | Matwé Middelkoop Frederik Nielsen  | 6-4, 7-66          | Parcours |
| 5  | 14-04-2019 | Rolex Monte-Carlo Masters Monte-Carlo | Masters 1000 | 5 207 405 € | Terre (ext.) | Nikola Mektić   | Robin Haase Wesley Koolhof         | 63-7, 7-63, [11-9] | Parcours |
| 6  | 08-09-2020 | Generali Open Kitzbühel               | ATP 250      | 542 695 €   | Terre (ext.) | Austin Krajicek | Marcel Granollers Horacio Zeballos | 7-65, 7-5          | Parcours |

### Finales en double
| No | Date       | Nom et lieu du tournoi                        | Catégorie | Dotation    | Surface      | Vainqueurs                           | Partenaire        | Score            |          |
| -- | ---------- | --------------------------------------------- | --------- | ----------- | ------------ | ------------------------------------ | ----------------- | ---------------- | -------- |
| 1  | 21-07-2014 | Vegeta Croatia Open Umag Umag                 | ATP 250   | 426 605 €   | Terre (ext.) | František Čermák Lukáš Rosol         | Dušan Lajović     | 6-4, 7-65        | Parcours |
| 2  | 24-07-2017 | J. Safra Sarasin Swiss Open Gstaad            | ATP 250   | 482 060 €   | Terre (ext.) | Oliver Marach Philipp Oswald         | Jonathan Eysseric | 6-3, 4-6, [10-8] | Parcours |
| 3  | 30-09-2019 | Rakuten Japan Open Tennis Championships Tokyo | ATP 500   | 1 895 290 $ | Dur (ext.)   | Nicolas Mahut Édouard Roger-Vasselin | Nikola Mektić     | 7-67, 6-4        | Parcours |

## Parcours dans les tournois duGrand Chelem

### En simple
| Année | Open d'Australie | Open d'Australie | Internationaux de France | Internationaux de France | Wimbledon       | Wimbledon    | US Open | US Open |
| ----- | ---------------- | ---------------- | ------------------------ | ------------------------ | --------------- | ------------ | ------- | ------- |
| 2016  | —                | —                | —                        | —                        | 1er tour (1/64) | Benoît Paire | —       | —       |

N.B. : à droite du résultat se trouve le nom de l'ultime adversaire.

### En double
| Année | Open d'Australie              | Open d'Australie              | Internationaux de France       | Internationaux de France     | Wimbledon                   | Wimbledon                | US Open                      | US Open                      |
| ----- | ----------------------------- | ----------------------------- | ------------------------------ | ---------------------------- | --------------------------- | ------------------------ | ---------------------------- | ---------------------------- |
| 2017  | —                             | —                             | —                              | —                            | 1/2 finale Nikola Mektić    | O. Marach Mate Pavić     | 1er tour (1/32) J. Eysseric  | N. Monroe J.-P. Smith        |
| 2018  | 2e tour (1/16) R. Lindstedt   | M. Matkowski A.-U.-H. Qureshi | 1er tour (1/32) Dominic Inglot | Nikola Mektić A. Peya        | 1/2 finale Dominic Inglot   | Mike Bryan Jack Sock     | 1/8 de finale Dominic Inglot | Mike Bryan Jack Sock         |
| 2019  | 2e tour (1/16) Dominic Inglot | M. Demoliner F. Nielsen       | 1er tour (1/32) Nikola Mektić  | Pablo Cuevas Feliciano López | 1/8 de finale Nikola Mektić | Ivan Dodig Filip Polášek | 2e tour (1/16) Nikola Mektić | Luke Bambridge Ben McLachlan |
| 2020  | 1/8 de finale A. Krajicek     | S. González Ken Skupski       | 2e tour (1/16) A. Krajicek     | Pablo Cuevas Feliciano López | Annulé                      | Annulé                   | 1er tour (1/16) A. Krajicek  | Rajeev Ram Joe Salisbury     |
| 2021  | —                             | —                             | 1/4 de finale R. Bopanna       | Pablo Andújar Pedro Martínez | —                           | —                        | —                            | —                            |
| 2022  | 1er tour (1/32) A. Golubev    | Dane Sweeny Li Tu             | 1er tour (1/32) D. Molchanov   | B. Bonzi A. Rinderknech      | 1er tour (1/32) Treat Huey  | Nuno Borges F. Cabral    | 1er tour (1/32) B. McLachlan | A. Göransson Y. Nishioka     |

N.B. : le nom du partenaire se trouve sous le résultat ; le nom des ultimes adversaires se trouve à droite.

### En double mixte
| Année | Open d'Australie             | Open d'Australie            | Internationaux de France   | Internationaux de France | Wimbledon                  | Wimbledon                    | US Open                    | US Open                       |
| ----- | ---------------------------- | --------------------------- | -------------------------- | ------------------------ | -------------------------- | ---------------------------- | -------------------------- | ----------------------------- |
| 2018  | 1/8 de finale Vania King     | Tímea Babos R. Bopanna      | 1/8 de finale Vania King   | Latisha Chan Ivan Dodig  | 1er tour (1/32) Vania King | Kirsten Flipkens Robin Haase | 1/4 de finale Raluca Olaru | Alicja Rosolska Nikola Mektić |
| 2019  | 1er tour (1/16) K. Srebotnik | M. J. Martínez Neal Skupski | 2e tour (1/8) Raluca Olaru | G. Dabrowski Mate Pavić  | 1/4 de finale Raluca Olaru | J. Ostapenko R. Lindstedt    | 2e tour (1/8) Raluca Olaru | Latisha Chan Ivan Dodig       |

N.B. : le nom de la partenaire se trouve sous le résultat ; le nom des ultimes adversaires se trouve à droite.

## Classements ATP en fin de saison
| Année          | 2004 | 2005 | 2006 | 2007 | 2008 | 2009 | 2010 | 2011 | 2012 | 2013 | 2014 | 2015 | 2016 | 2017 | 2018 | 2019 | 2020 | 2021 | 2022 |
| Rang en simple | 1447 | 925  | 714  | 471  | 345  | 546  | 182  | 315  | 805  | 537  | 599  | 184  | 217  | 290  | 559  | 716  | –    | –    | –    |
| Rang en double | 1436 | 1105 | 781  | 509  | 926  | 437  | 434  | 527  | 249  | 111  | 122  | 143  | 108  | 42   | 28   | 35   | 30   | 53   | 152  |

Source : (en) Classements de Franko Škugor sur le site officiel de la Fédération internationale de tennis